# Róbert Barna
Róbert Barna (ur. 1 sierpnia 1974; zm. 27 stycznia 2013 w Budapeszcie) – węgierski kulturysta, kilkukrotny mistrz kraju w tym sporcie.

## Życiorys
Urodzony w 1974 roku, miał rodzeństwo, w tym brata Csabę. W młodości uprawiał karate. Odbył służbę wojskową. Zajął się kulturystyką; w 1985 roku jego trenerem został Feri Pintér.
W latach dwutysięcznych był jednym z najważniejszych kulturystów węgierskich. Sport ten zaczął uprawiać w roku 1990. Miał 176 cm wzrostu, jego waga sięgała od 110 do 130 kg. Obwód jego bicepsa wynosił 53 cm. W 1995 zdobył brązowy medal w zawodach dla juniorów. Rok 2000 był dla niego pasmem sukcesów; Barna wywalczył pięć złotych medali podczas Pucharu Mátry w kulturystyce, zawodów Hardbody Fitness Weekend i Burizer Gála, a także w trakcie mistrzostw Węgier. W 2006 podczas mistrzostw świata federacji WABBA zdobył brązowy medal.
Był członkiem Międzynarodowej Federacji Kulturystyki i Fitnessu (IFBB). Serwis kulturystyczny testepitek.hu określił go jako "króla wagi ciężkiej". Uważa się, że jego muskulatura była jedną z najlepiej rozwiniętych wśród węgierskich sportowców siłowych.
Pracował jako policjant. Był żonaty. Zmarł 27 stycznia 2013 roku, w wieku trzydziestu dziewięciu lat. Bliscy nie mogli nawiązać z Barną kontaktu przez kilka tygodni. Finalnie okazało się, że mężczyzna powiesił się w swoim mieszkaniu. Osoby z jego najbliższego otoczenia twierdziły, że zmagał się z depresją, spowodowaną poważnymi obrażeniami nóg. Uniemożliwiało mu to dalszą karierę sportową.

## Warunki fizyczne
- wzrost: 176 cm[1]
- waga w sezonie zmagań sportowych: 110−115 kg[1][14]
- waga poza sezonem zmagań sportowych: 130 kg[1]
- obwód klatki piersiowej: 145 cm[1]
- obwód bicepsa: 53 cm[1]
- obwód przedramienia: 42 cm[1]
- obwód talii: 84 cm[1]
- obwód uda: 73 cm[1]
- obwód łydki: 52 cm[1]

## Osiągnięcia (wybór)
- 1995: Mistrzostwa Węgier w kulturystyce juniorów − III m-ce[1]
- 1997: Mistrzostwa Węgier w kulturystyce, kategoria ogólna − II m-ce[3]
- 2000: Burizer Gála, kategoria 80 kg+ − I m-ce[6]
- 2000: Puchar Mátry w kulturystyce, kategoria 80 kg+ − I m-ce[6]
- 2000: Puchar Mátry w kulturystyce, kategoria ogólna − I m-ce[6]
- 2000: Hardbody Fitness Weekend, kategoria 90 kg+ − I m-ce[6]
- 2000: Mistrzostwa Węgier w kulturystyce, kategoria ogólna − I m-ce[6]
- 2004: Mistrzostwa Europy w kulturystyce amatorskiej, federacja IFBB, kategoria wagowa superciężka − VI m-ce[7]
- 2006: Mistrzostwa Świata w kulturystyce, kategoria WABBA, kategoria wagowa średnia − III m-ce[7]